# Collégial de Ciney
 (avril 2017).
Produit à base de lait cru, le Collégial de Ciney est un fromage au lait de vache, à pâte pressée, semi-dure et non cuite, fabriqué avec du lait wallon selon un procédé spécifique défini par un cahier des charges auquel se soumettent les producteurs associés.

## Projet
C'est le Groupe d'action local Saveurs et patrimoine en vrai Condroz, rassemblant les communes de Ciney, Hamois et Havelange, qui est à l'origine de cette production de terroir inaugurée en mai 2015.
Avec le soutien de l'École provinciale d'agronomie et des sciences de Ciney (EPASC) et plus particulièrement de son pôle technologique fromager, il a été imaginé un fromage qui renforce l'image et la cohérence des productions fromagères locales. Une démarche « collégiale » (d'où son appellation) de mise en valeur d'un terroir, d'un savoir-faire local au travers d'une production conjointe entre plusieurs transformateurs de la région de Ciney en Condroz (Province de Namur).

## Typicité
Si un cahier des charges définit le mode de production de façon spécifique, il n'en demeure pas moins que, chaque artisan transformant le lait de son cheptel, le produit fini présente des variantes, qu'il s'agisse de la teinte finale de la croute lavée ou la densité et la souplesse de la pâte semi-dure.